# Scott Elrod
Scott Elrod (Alemanha, 10 de Fevereiro de 1975) é um ator estadunidense, mais conhecido por seu trabalho na série de televisão Men in Trees, na qual interpreta Cash.
Antes de ingressar no elenco de Men in Trees, Elrod participou da telenovela Desire e de um episódio da série de televisão CSI: Miami. Em 2008, o ator começou a gravar o filme Hard Breakers, no qual interpretará Bobby.

## Início de vida
Elrod nasceu em uma família militar americana em Bitburg, Alemanha. Depois de se mudar em torno das Filipinas com sua família, ele foi criado em Parker, Colorado. Seu pai era um piloto de F-16 e Elrod queria se tornar um piloto. Ele ganhou sua licença de piloto após a graduação e tornou-se um controlador de tráfego aéreo.

## Filmografia

### Cinema
- 2014 Lone Survivor como Peter Musselman
- 2013 Home Run como Cory
- 2012 Argo como Achilles Crux
- 2012 Stolen Child 	como John
- 2012 Vanished	como Brio
- 2011 Escapee como 	Officer Carter Thomas
- 2010 The Baster como Declan
- 2010 Death and Cremation como Matt Fairchild
- 2009 Hard Breakers como Bobby
- 2009 Knifepoint como Adam
- 2008 Tricks of a Woman como Rex Waverly

### Televisão
- 2017 Sun, Sand & Romance como Eric
- 2016 Chicago Fire como Travis Brenner
- 2016 Grey's Anatomy como Dr. Will Thorpe
- 2012 NCIS: Los Angeles como Brett Turner
- 2010 Castle como Brad Dekker
- 2009 Hellhounds como Kleitos
- 2008 CSI: Miami como Jim Farber
- 2008 Men in Trees como Cash
- 2006 Desire como Daniel